# Joseph Erlanger
Joseph Erlanger, född den 5 januari 1874 i San Francisco, död den 5 december 1965 i Saint Louis, var en amerikansk fysiolog.

## Biografi
Erlanger avlade sin kandidatexamen i kemi vid University of California, Berkeley och tog sin doktorsexamen 1899 vid Johns Hopkins University. Efter en kortare karriär vid detta lärosäte hade han tjänst som professor vid Washington University i St. Louis under åren 1910 – 46.
År 1944 erhöll han tillsammans med Herbert Spencer Gasser Nobelpriset i medicin eller fysiologi för upptäckten av olika typer av nervfibrer.
Den 22 januari 2009 uppkallade den Internationella astronomiska unionen en krater på månen efter honom.